# Callicannes
Callicannes of Callicanes is een gehucht op de grens van Watou (deelgemeente van de Belgische stad Poperinge) en de Franse gemeenten Steenvoorde en Godewaarsvelde.
Het ligt langs de grote weg (in Frankrijk de D948) van Poperinge naar Steenvoorde, 5 km ten zuiden van het dorpscentrum van Watou, 3,5 km ten oosten van het dorpscentrum van Steenvoorde en 2 km ten noorden van het dorpscentrum van Godewaarsvelde. 2,5 km ten oosten ligt het grensdorpje Abele.

## Geschiedenis
De plaats staat reeds aangegeven op de Franse 18de-eeuwse Cassinikaart als Calcanes en op de Ferrariskaart uit de jaren 1770 staat op de plaats een herberg Callecanis Cabaret weergeven. De Franse Carte d'état-major uit de 19de eeuw geeft de naam Callicane aan, de Belgische Atlas der Buurtwegen en de Vandermaelenkaart uit de jaren 1840 vermelden de herberg met naam Den Nieuwen Callicannis Cabaret of Den Nieuwen Callecanis Cabaret.
In de 20ste eeuw was de plaats een belangrijke grensovergang, met douanepost, tankstations, horeca en openbare toiletten. Hoewel in het midden van de jaren 1980 met de Verdragen van Schengen was beslist dat de controles aan de Europese binnengrenzen zouden verdwijnen, werd in Callicannes toch nog een nieuw modern douanecomplex ingericht. Het project kostte 60 miljoen Belgische frank en werd plechtig geopend op 3 juni 1988 door minister van Openbare Werken Paula D'Hondt. Met het openen van de grenzen verloor het complex al gauw zijn functie en in 1997 werd het opgedoekt.. Het terrein bleef jarenlang verwaarloosd, tot in 2020 de provincie West-Vlaanderen het Belgische deel verwierf en het in 2022 sloopte.